# Kayak.com
KAYAK — туристический метапоисковик; онлайн-сервис по поиску авиабилетов, брони отелей, аренде автомобилей, поиску турпакетов и круизов. Также имеет мобильное приложение KAYAK. Принадлежит и управляется компанией Booking Holdings.
На сегодняшний день[уточнить] представлен в 18 странах, включая США, Россию и ведущие страны Европы.
По состоянию на 2013 год KAYAK обрабатывал свыше 150 миллионов пользовательских запросов в месяц и являлся самым крупным туристическим поисковиком. Американский портал KAYAK.com регулярно входит в топ-10 самых посещаемых сайтов в США.

## История
Компания KAYAK была основана в 2004 году. Первоначально компания была зарегистрирована в штате Делавэр под именем Travel Search Company, Inc. Позже название сменилось на Kayak Software Corporation.
С 2008 года сервис неоднократно получал приз зрительских симпатий в интернет-премии Webby Awards. В 2012 году KAYAK был отмечен 3 призами Webby Awards, в том числе как лучшее мобильное приложение в категории «Путешествия» по версии пользователей.
В 2009 году американский журнал Time включил KAYAK в число пятидесяти лучших сайтов года.
В конце июля 2012 года KAYAK осуществил первое публичное размещение своих акций на Нью-Йоркской бирже Nasdaq, в ходе которого привлёк 91 миллион долларов. Уже через три месяца сервис KAYAK был приобретен компанией Priceline Group. Сумма сделки составила 1,8 миллиарда долларов. Компания работает в составе Priceline Group как независимое подразделение и управляется той же командой менеджмента.

## Основатели
Компания основана в 2004 году Стивом Хафнером и Полом Инглишем. Руководители компании являются также сооснователями крупных сервисов по поиску билетов и брони отелей — Expedia, Travelocity и Orbitz.
На данный момент[когда?] Стив Хафнер является главным исполнительным директором и соучредителем KAYAK, а Пол Инглиш — соучредителем и главным директором по технологиям.

## KAYAK в России
В августе 2012 году сервис KAYAK вышел на российский рынок и запустил русскоязычный локализованный сайт KAYAK.ru. Сайт поддерживает большую часть сервисов зарубежного аналога, включая поиск по авиабилетам, отелям и аренду автомобилей.
Вскоре было локализовано и приложение KAYAK для мобильных устройств iOS и Android. С августа 2013 года доступна локализованная версия приложения для Windows Phone.

## Метапоиск
KAYAK работает как метапоисковый сервис и сравнивает различные предложения партнеров в зависимости от выбранных фильтров и вариантов сортировки. Выбор перелета/отеля/автомобиля происходит на сайте метапоисковика, однако финальная покупка производится уже на сайте партнера. Метапоиск позволяет обойти систему онлайн-турагентств, которая мониторит интернет-пользователей и предлагает некоторым (в частности, владельцам Кохц
компьютеров Mac и устройств на iOS) более высокую цену на авиабилеты.